# Chabeuil
Chabeuil település Franciaországban, Drôme megyében. Lakosainak száma 6860 fő (2022. január 1.). Chabeuil Montélier, Barcelonne, Châteaudouble, Combovin, Malissard, Montvendre és Valence községekkel határos.

## Népesség
A település népességének változása:
| Lakosok száma | 3500 | 4319 | 4790 | 6396 | 6834 | 6896 | 6875 | 6814 | 6839 | 6860 |
|               | 1968 | 1982 | 1990 | 2006 | 2013 | 2015 | 2017 | 2019 | 2020 | 2022 |